# Yaw-Yan
Yaw-Yan, también llamado Sayaw ng Kamatayan (español: «Danza de la Muerte»), es un arte marcial filipino desarrollado por Napoleón A. Fernández y basado en artes marciales filipinas más antiguas. Desde sus inicios en la década de 1970, ha dominado la escena del kickboxing en Filipinas y ha demostrado ser muy eficaz contra otras artes de lucha de pie.
Yaw-Yan se parece mucho al Muay Thai, pero difiere en el movimiento de torsión de la cadera, así como en la naturaleza de corte hacia abajo de sus patadas, y el énfasis en realizar ataques desde larga distancia (mientras que el Muay Thai se centra más en el remachado).
Los practicantes de Yaw-yan participan en varios torneos filipinos de artes marciales mixtas, como el Universal Reality Combat Championship y Fearless Fighting. and Fearless Fighting.

## Historia
El creador de Yaw-Yan es Napoleón A. Fernández o «Maestro Nap», un nativo de la provincia de Quezón, que originalmente estudió Jujutsu. La palabra Yaw-Yan se deriva de las dos últimas sílabas de Sayaw ng Kamatayan que significa «Danza de la Muerte».
Fernández tenía experiencia en diversas artes marciales como Jeet Kune Do, Karate, Eskrima, Aikido y Judo. Se dice que modificó todas las formas de artes marciales que estudió y las fusionó para crear una forma de arte marcial que es mortal para los oponentes y «ventajosa para la constitución de los filipinos». Yaw Yan se presentó al público en 1972. Incluye elementos de golpes, derribos, agarres, peleas con palos y cuchillos, y material adicional de kickboxing.
Reflejó la creciente popularidad del Kickboxing durante las décadas de 1970 y 1980, y desde la década de 1990 a las artes marciales mixtas en Filipinas y en todo el mundo.

## Capacitación
Los golpes con el antebrazo, los codos, los puñetazos, las palmas dominantes y los movimientos de las manos son traducciones con las manos vacías de las armas blancas. Hay 12 «golpes de bolo» que fueron modelados a partir del arte marcial tradicional filipino de eskrima.